# Leonard Frey
Leonard Frey (ur. 4 września 1938 w Nowym Jorku, zm. 24 sierpnia 1988 tamże) – amerykański aktor teatralny, filmowy i telewizyjny.

## Życiorys
Urodził się w Brooklynie (miał brata Charlesa Freya Jr.) i uczęszczał do James Madison High School. Gdy miał 8 lat kierowany był w stronę kariery malarza, ale ostatecznie zdecydował się na aktorstwo. Porzucił Cooper Union i przeniósł się do Neighborhood Playhouse. Jego nowojorski profesjonalny debiut to rola Yellow Feather w off-broadwayowskim musicalu Little Mary Sunshine. Zdobył Vernon Rice Award za występ w późniejszejszej realizacji Autokar z sześcioma przypadkowymi muzykami (The Coach with Six Insides), adaptacji Jean Erdman Finneganów tren. Po niewielkiej roli w musicalu Skrzypek na dachu na Broadwayu (1964-72), postać Harolda w sztuce Marta Crowleya Chórzyści (The Boys in the Band) uczyniła jego teatralny przełom.
Kinowa kreacja krawca Motela Kamzoila w filmie Skrzypek na dachu (1971) przyniosła mu nominację do Oscara w kategorii najlepszy aktor drugoplanowy.
Jako aktor charakterystyczny, często grał role o charakterze komicznym. Pełnił szereg wiodących ról teatralnych z repertuaru Lincoln Center, w Czas twojego życia (The Time of Your Life, 1969), Beggar na koniu (Beggar on Horseback, 1970), Wieczór Trzech Króli (Twelfth Night, 1972) i Ludzie żyją tutaj (People Are Living There) Athola Fugarda. Grał również w sztukach Moliera i Ronalda Ribmana w The American Repertory Theatre w Cambridge i wystąpił na Broadwayu w spektaklu Petera Nicholsa NFZ. Występował w kilku operach, w tym Zemsta nietoperza z Beverly Sills i Joan Sutherland.
24 sierpnia 1988 w Beth Israel Hospital na Manhattanie zmarł na AIDS. Miał 49 lat.

## Filmografia

### Filmy fabularne
- 1963: Gruby czarny kiciuś (The Fat Black Pussycat)
- 1966: Fragmenty z 'Finneganów trenu' Jamesa Joyce’a (Passages from James Joyce's Finnegans Wake) jako Celebrant
- 1969: Christian Czarodziej (The Magic Christian) jako Laurence Faggot
- 1970: Nie jesteśmy wrogami  (Neither Are We Enemies) jako Judasz Iskariota
- 1970: Powiedz, że mnie kochasz, Junie Moon (Tell Me That You Love Me, Junie Moon) jako Guiles
- 1970: Chórzyści (The Boys in the Band) jako Harold
- 1971: Skrzypek na dachu jako Motel
- 1973: Koszule/Skóry (Shirts/Skins) jako Jerry Axelrod
- 1976: Filip i Barbara  (Phillip and Barbara) jako George
- 1980: Tam wędrują bizony (Where the Buffalo Roam) jako urzędnik
- 1980: Wojskowa Akademia Imprezowa (Up the Academy) jako Keck
- 1981: Tatuaż (Tattoo) jako Halsey
- 1982: Dźwięki morderstwa (The Sound of Murder)
- 1987: Oblubienica Boogedy (Bride of Boogedy) jako Neil Witherspoon

### Seriale TV
- 1969: New York City Police Department (N.Y.P.D.) jako Moss
- 1971: Mission: Impossible jako dr Thomas Burke
- 1973: Shaft jako Kyle Bruckner
- 1974: Centrum Medyczne (Medical Center) jako Joshua
- 1975: Mary Tyler Moore jako Student
- 1975: Barney Miller jako Roland Gusik
- 1977: Świadectwo dwóch mężczyzn (Testimony of Two Men) jako David Paxton
- 1978: Quincy M.E. jako adwokat Frank Bristol
- 1978: Osiem to wystarczająco (Eight Is Enough)
- 1980: Paskuda (Skag) jako Philip
- 1980: Barney Miller jako Arthur Royce
- 1980: Państwo Hart (Hart to Hart) jako Roger Winslow
- 1981-82: Najlepszy Zachód (Best of the West) jako Parker Tillman
- 1982: Trapper John, M.D. jako Derrick Peters
- 1983: Mr. Smith jako Raymond Holyoke
- 1985: Na wariackich papierach (Moonlighting) jako Skyler Cantrell
- 1986: Mr. Sunshine jako prof. Leon Walters
- 1987: Disneyland jako Walter Witherspoon
- 1987: Napisała: Morderstwo (Murder, She Wrote) jako Felix Casslaw